# Apodrassus andinus
Genre
Espèce
Apodrassus andinus, unique représentant du genre Apodrassus, est une espèce d'araignées aranéomorphes de la famille des Gnaphosidae.

## Distribution
Cette espèce est endémique du Pérou. Elle se rencontre vers Huadquina.

## Description
La femelle holotype mesure 6,2 mm.

## Publication originale
- Chamberlin, 1916 : Results of the Yale Peruvian Expedition of 1911. The Arachnida. Bulletin of the Museum of Comparative Zoology, Harvard, vol. 60, no 6, p. 177-299 (texte intégral).